# I demoni di San Pietroburgo
Pour plus de détails, voir Fiche technique et Distribution.
I demoni di San Pietroburgo est un film italien réalisé par Giuliano Montaldo, sorti en 2008.

## Synopsis
La vie de Fiodor Dostoïevski.

## Fiche technique
- Titre : I demoni di San Pietroburgo
- Réalisation : Giuliano Montaldo
- Scénario : Giuliano Montaldo, Paolo Serbandini et Monica Zapelli d'après une idée originale de Andreï Kontchalovski
- Musique : Ennio Morricone
- Photographie : Arnaldo Catinari
- Montage : Consuelo Catucci
- Production : Elda Ferri
- Société de production : Jean Vigo Italia et Rai Cinema
- Pays :  Italie
- Genre : Biopic et drame
- Durée : 118 minutes
- Dates de sortie : 
  - Italie : 24 avril 2008

## Distribution
- Miki Manojlović : Fiodor Dostoïevski
- Carolina Crescentini : Anna
- Roberto Herlitzka : Pavlovic
- Anita Caprioli : Aleksandra
- Filippo Timi : Gusiev
- Patrizia Sacchi : Advotya
- Sandra Ceccarelli : Nataliya Ivanovna
- Giovanni Martorana : Trifonov
- Giordano De Plano : Dostoïevski jeune
- Emilio De Marchi : Gazin

## Distinctions
Le film a été nommé pour 6 David di Donatello et a remporté deux prix : le David di Donatello du meilleur décorateuret le David di Donatello du meilleur créateur de costumes.